# Willy De Geest
Willy De Geest (* 8. Januar 1947 in Gent) ist ein ehemaliger belgischer Radrennfahrer.
De Geest gewann als Radamateur u. a. 1968 auf der Bahn die belgische Dernymeisterschaft. Er wechselte im Juli 1968 zu den Berufsfahrern.
Seine größten Erfolge waren die beiden Etappensiege bei der Tour de Suisse 1973 und 1977 und der Sieg beim Grand Prix de Wallonie 1980. Beim Klassiker Flandern-Rundfahrt wurde er 1972 und 1973 jeweils Vierter.
In seinem letzten Jahr mit einem Vertrag bei einem Profiradsportteam, 1981 der Mannschaft Capri Sonne, wurde er belgische Dernymeister.

## Palmarès
1968
- Belgischer Meister – Derny (Amateure)

1969
- Zuid-West Vlamse Bergen

1973
- eine Etappe Tour de Suisse

1974
- Köln–Aachen–Köln

1977
- eine Etappe Tour de Suisse

1980
- Grand Prix de Wallonie

1981
- Belgischer Meister – Derny
- Circuit de la Region Liniere